# The Omen
The Omen sản xuất vào năm 1976 bộ phim kinh dị siêu nhiên được đạo diễn bởi Richard Donner và biên kịch bơi David Seltzer. Là một quan hệ sản xuất Quốc tế giữa Vương Quốc Anh và Hoa Kỳ, với sự tham gia của Gregory Peck, Lee Remick, David Warner, Harvey Spencer Stephens, Billie Whitelaw, Patrick Troughton, Martin Benson, và Leo McKern. Cốt truyện về cậu bé Damien Thorn, một cậu bé bị tráo đổi sau sinh bởi cha của cậu ấy, vợ ông ấy hoàn toàn không biết về sự tồn tại, sau khi đứa con ruột bị chết sau khi sinh. Sau khi một loạt sự kiện bí ẩn và cái chết bạo lực xảy ra liên tục từ khi Damien lớn lên , và họ nhận ra rắng anh ấy là một nhà tiên tri Antichrist.
Đã được công chiếu bởi 20th Century Fox vào tháng 6 năm 1976, The Omen cũng nhận được những đánh giá trái chiều từ các nhà phê bình nhưng lại gặt hái thành công về mặt thương mại, thu về hơn 60 triệu đô la tại phòng vé Hoa Kỳ và trở thành một trong những bộ phim đạt doanh số cao nhất vào năm 1976. Phim cũng nhận được hai đề cử Giải Oscar, thắng Ca khúc phim hay nhất bởi Jerry Goldsmith, đây cũng là giải Oscar duy nhất anh ấy có. Một cảnh trong phim được xuất hiện ở vị trí 16 tại Bravo's 100 Scariest Movie Moments. Bộ phim tạo ra được một số ấn tương  nhượng quyền kinh doanh, bắt đầu vớiDamien: Omen II, hai năm sau đó, bộ thứ ba cũng được phát hành, Omen III: The Final Conflict, vào năm 1981, và vào năm 1991 với Omen IV: The Awakening. remake đã được phát hành vào năm 2006.

## Nội dung
Nhà ngoại giao Mỹ Robert Thorn và vợ anh Katherine "Kathy" sống ở Rome, nơi Kathy sinh ra một đứa trẻ đã chết, và Cha Tuyên úy Spiletto trong bệnh viện thuyết phục Robert nhận nuôi một đứa trẻ mồ côi mẹ lúc mới vừa sinh ra. Robert không nói với Kathy rằng đứa con của họ không còn nữa. Họ đặt tên cho cậu bé được nhận nuôi là Damien.
Năm năm sau đó, Robert trở thành đại sứ ở Anh khi một loạt sự việc bí ẩn xảy ra trong nhà gia đình Thorn: một con chó Rottweiler xuất hiện tại nhà họ, bảo mẫu của Damien treo cổ tự tử ngay ngày sinh nhật thứ năm của cậu bé, bảo mẫu mới - Bà Baylock đến mà không báo trước, Damien phản đối mãnh liệt việc vào nhà thờ, và sự xuất hiện của Damien làm các con vật ở vườn thú sợ hãi. Cha xứ Brennan cảnh báo Robert về nguồn gốc của Damien, ám chỉ cậu bé không phải là con người và khăng khăng đòi Robert làm Tiệc Thánh. Ông nói với Robert rằng Damien là con của quỷ Satan, Kathy đang mang thai, và cậu bé sẽ giết chết đứa em và bố mẹ một khi cậu còn sống. Ngay sau đó, Brennan bị giết bởi một cây cột thu lôi ở nhà thờ. Kathy nói với Robert rằng cô muốn phá thai, điều mà anh đã phản đối. Damien tông Kathy ngã từ lan can xuống tầng dưới, khiến cô bị chấn thương và sẩy thai.
Phóng viên Keith Jennings chú ý những góc tối của bức ảnh của cô bảo mẫu và Cha xứ Brennan đã báo trước cái chết của họ. Keith cho Robert xem những bức ảnh trùng với những đoạn tin tức và kinh thánh gợi ý về sự xuất hiện của một kẻ Phản Kitô. Anh đi cùng Robert đến Rome để điều tra sự ra đời của Damien. Và họ được biết rằng có một vụ hỏa hoạn đã thiêu rụi hồ sơ sinh đẻ của Kathy và giết chết dàn nhân viên bệnh viện. Họ tìm thấy Cha Spiletto trong một tu viện, bị câm, mù một mắt, và bị liệt một tay. Ông chỉ chỗ đến nghĩa trang nơi mẹ Damien được chôn cất. Robert và Keith tìm được bộ xương của một con chó trong mộ mẹ Damien; kế bên là xương đứa trẻ bị vỡ sọ. Robert nhận ra rằng mẹ Damien là chó rừng và đứa trẻ là đứa con bị giết hại của mình, bị giết để Damien được thế chỗ. Một bầy chó Rottweiler đuổi Robert và Keith ra khỏi nghĩa trang.
Robert gọi Kathy trong bệnh viện để thúc giục cô rời khỏi London. Trước khi cô làm theo thì bà Baylock ném cô ra khỏi cửa sổ khiến cô chết. Robert và Keith gặp một chuyên gia là Carl Bugenhagen, người nói nếu Damien là kẻ chống Chúa thật sự thì cậu bé sẽ có một vết bớt ba số sáu. Carl đưa cho Robert bảy con dao găm để giết chết Damien trong khu vực thiêng liêng (cụ thể là nhà thờ). Keith sau đó bị chặt đầu bởi một tấm kính.
Robert tìm thấy vết bớt của Damien khi cậu bé đang ngủ và bị tấn công bởi bà Baylock, người mà anh đâm chết. Được trang bị bộ dao găm, Robert chở Damien đến một nhà thờ. Cách lái xe vội vàng của anh đã đánh động đến một cảnh sát đang canh gác. Robert kéo Damien đang la hét vào nhà thờ nhưng anh bị bắn chết bởi cảnh sát trước khi anh kịp đâm cậu bé. Tại đám tang của Robert và Kathy, Damien - đã được vợ chồng tổng thống nhận nuôi - nhìn về phía camera và mỉm cười.

## Diễn viên
- Gregory Peck trong vai Robert Thorn
- Lee Remick trong vai Katherine "Kathy" Thorn
- David Warner trong vai Keith Jennings
- Billie Whitelaw trong vai Mrs. Willa Baylock
- Harvey Spencer Stephens trong vai Damien Thorn
- Patrick Troughton trong vai Cha xứ Brennan
- Martin Benson trong vai cha Spiletto
- Leo McKern trong vai Carl Bugenhagen (không chắc chắn)
- Robert Rietti trong vai nữ tu sĩ
- John Stride trong vai bác sĩ tâm lý
- Anthony Nicholls trong vai Tiến sĩ Fred Becker
- Holly Palance trong vai bảo mẫu
- Roy Boyd trong vai phóng viên
- Freda Dowie trong vai Nun
- Tommy Duggan trong vai linh mục
- Sheila Raynor trong vai Bà Ingrid Horton
- Robert MacLeod trong vai Horton
- Bruce Boa trong vai người giúp Thorn 1
- Don Fellows trong vai người giúp Thorn 2
- Patrick McAlinney trong vai Phóng viên
- Betty McDowall trong vai Bộ trưởng Mỹ
- Nicholas Campbell trong vai lính thủy đánh bộ của Đại sứ quán

## Sản xuất

### Phát triển
Theo lời của người sản xuất Harvey Bernhard, ý tưởng về một bộ Phim điện ảnh về Antichrist được đưa ra sau một cuộc thảo luận về Kinh Thánh vớiBob Munger,bạn của Bernhard. Khi Munger nói với anh ấy về ý tưởng vào năm 1973, người sản xuất ngay lập tức liên lạc với nhà biên kịch David Seltzer và thuê anh viết kich bản. Phải mất một năm anh ấy mới có thể viết xong kịch bản .
Bộ phim được xem xét bởi Warner Bros Ảnh, nhưng dự án này không có chút tiến triển cho đến khi được lựa chọn bởi Alan Ladd Jr. của nhà sản xuất 20th Century Fox. Seltzer và Donner có sự khác nhau trong việc truyền đạt thông điệp của bộ phim.. Donner ủng hộ việc kết thúc và kịch bản mơ hồ và việc Damien có phải là kẻ chống Antichrist hay chuỗi những cái chết bạo lực đơn thuần chỉ là là một chuỗi tai nạn hay không. Seltzer từ chối mọi sự mơ hồ mà Donner ưa chuộng và kiến cho khán giả hướng đến Damien là kẻ chống Antichrist và những cái chết diễn ra là do sức mạnh của Satan đem lại, theo cách diễn giải mà Bernhard đã chọn đi theo.

### Lựa chọn diễn viên
Bernhard khắng định Gregory Peck là thích hợp Cho vai Đại sứ Thorn từ đầu Peck tham gia vào dự án thông qua đại lý của mình, người từng là bạn của của Harvey Bernhard. Sau khi đọc kịch bản, vì bộ phim thiên về tâm lý kinh dị hơn kinh dị nên anh anh ấy đã đồng ý đóng phim. Ban đầu anh ấy thấy khó chiu với dụng cụ và kĩ xảo khi có cảnh chết nhưng vẫn tìm những diễn viên khác đóng thế dễ tránh gây ra những tranh cãi.
Bất chấp tuyên bố của Bernhard, vẫn có những diễn viên khác được cân nhắc cho vai diễn này vì hãng phim miễn cưỡng chọn Peck vào vai một kẻ giết trẻ em. Warner Bros. Pictures nghĩ rằng vai diễn này sẽ lý tưởng cho Oliver Reed. William Holden đã từ chối nó, nói rằng ông không muốn đóng vai chính trong một bộ phim về ma quỷ. Holden sau đó sẽ đóng vai anh trai của Thorn, Richard, trong phần tiếp theo, Damien: Omen II (1978). Một lời đề nghị chắc chắn đã được đưa ra cho Charlton Heston vào ngày 19 tháng 7 năm 1975. Anh từ chối tham gia vào ngày 27 tháng 7, không muốn trải qua cả mùa đông một mình ở châu Âu và cũng lo ngại rằng bộ phim có thể có cảm giác bóc lột nếu không được xử lý cẩn thận. Roy Scheider, Dick Van Dyke, and Charles Bronson cũng được cân nhắc cho vai Robert Thorn.

### Quay phim
Quá trình chụp ảnh chính của The Omen bắt đầu vào ngày 6 tháng 10 năm 1975, và kéo dài mười một tuần, kết thúc vào ngày 9 tháng 1 năm 1976. Các cảnh được quay tại địa điểm Bishops Park ở Fulham, London và Guildford Cathedral ở Surrey. Trang viên đồng quê của Thorns được quay tại Tòa án Pyrford ở Surrey. Nhà thờ nổi bật trong khu Bishop's Park là All Saints' Church, Fulham, ở phía tây của Đường Putney Bridge. Việc chụp ảnh bổ sung đã diễn ra tại Shepperton Studios bên ngoài London, cũng như tại địa điểm ở Jerusalem và Rome. Theo Richard Donner, phản ứng của Lee Remick trong cảnh quay khỉ đầu chó là thật.

## Phân tích
Học giả người Mỹ Brad Duren cho rằng The Omen là một phần của xu hướng phim kinh dị vũ trụ bắt đầu với Rosemary's Baby vào năm 1968, nhưng bộ phim vào thời điểm đó không bình thường vì nó liên quan đến "thời điểm kết thúc" được dự đoán trong Sách Khải Huyền và đã sử dụng hệ tư tưởng của premillennial dispensationalism được những người theo đạo Tin lành chính thống Hoa Kỳ ưa chuộng. Duren tiếp tục khẳng định rằng thành công phòng vé của The Omen, liên quan đến giai đoạn đầu của Ngày Tận thế khi Kẻ chống Chúa ra đời, phản ánh chủ nghĩa sùng đạo của nước Mỹ những năm 1970.
Năm 1973, Robert Munger, một nhà điều hành quảng cáo và là evangelical Christian, người đã đọc cuốn sách The Late, Great Planet Earth của Hal Lindsey, đã suy đoán với nhà sản xuất phim Harvey Bernard về khả năng Kẻ chống Chúa có thể đang đi trên trái đất dưới hình dạng một đứa trẻ, đại đa số nhân loại chưa được biết đến. Cuộc trò chuyện này đã truyền cảm hứng cho Bernard với ý tưởng cho bộ phim trở thành The Omen. đã ủy quyền cho nhà biên kịch David Seltzer viết kịch bản cho bộ phim. Đến lượt mình, Seltzer đã vay mượn nhiều ý tưởng từ thuyết phân phát tiền thiên niên kỷ, đặc biệt là The Late, Great Planet Earth, trong khi phát minh ra ý tưởng của riêng mình. Ví dụ, một câu trích dẫn được cho là từ Sách Khải Huyền trong The Omen ("Khi người Do Thái trở về Si-ôn và một ngôi sao chổi xé toạc bầu trời và Đế quốc La Mã Thần thánh trỗi dậy, thì bạn và tôi phải chết; từ biển đời đời, anh ta trỗi dậy , tạo ra các đội quân ở hai bên bờ, biến con người chống lại anh trai mình, 'cho đến khi con người không còn tồn tại nữa") là điều bịa đặt của Seltzer. Tương tự như vậy, nhân vật nham hiểm sẽ thống trị thế giới trong bảy năm được tiên đoán trong Sách Khải Huyền, thường được gọi là Antichrist, không được mô tả trong Kinh Thánh là con trai của Satan, trong khi Seltzer đã biến Satan trở thành cha của Antichrist trong The Omen.
Duren nhận xét rằng đó là một dấu hiệu cho thấy sự nổi tiếng của The Omen kể từ khi bộ phim được phát hành vào năm 1976, ngay cả evangelical Christians, những người theo đạo Tin lành đều tin rằng Satan sẽ là cha đẻ của Antichrist mặc dù Kinh thánh không nói gì về loại này (Antichrist, Duren nói, chỉ được mô tả như một tín đồ của Ác quỷ). Tương tự như vậy, bộ phim miêu tả một số linh mục Công giáo với tư cách là đồng minh của Antichrist phụ thuộc rất nhiều vào quan điểm fundamentalist Protestant của Roman Catholic Church và không liên quan gì đến Catholic doctrine. " Những con dao găm của Megiddo ", là thứ duy nhất có thể giết Antichrist trong The Omen, không được đề cập trong Sách Khải Huyền, trong đó nói rằng chỉ có Đấng Christ mới có thể giết được Antichrist. Cuối cùng, Duren tuyên bố rằng bộ phim đã bóp méo hàng loạt Sách Khải Huyền bằng cách yêu cầu Robert Thorn giết Damien bằng một trong những con dao găm thiêng liêng như là cách duy nhất để ngăn chặn Ngày tận thế. Trên thực tế, Sách Khải Huyền cho rằng Ngày Tận thế sẽ là một chương kinh khủng nhưng cần thiết trong tương lai, sẽ kết thúc trong chiến thắng cuối cùng của cái thiện trước cái ác và sự cứu rỗi của nhân loại. Duren viết rằng theo quan điểm chính thống, Damien không nên bị giết bởi vì quyền thống trị tạm thời của anh ta với tư cách là kẻ độc tài trên thế giới sẽ được tuân theo bởi quyền cai trị vĩnh cửu của Chúa Kitô, nhưng Seltzer cần thêm sự căng thẳng kịch tính cho câu chuyện. Duren lưu ý rằng Munger, người từng là cố vấn tôn giáo trên phim, lẽ ra phải nhận thức được sự xuyên tạc Kinh thánh của bộ phim.
Thành công của bộ phim năm 1976 có thể là do cảm giác bất ổn ở phương Tây vào thời điểm đó. Như nhà phê bình phim John Kenneth Muir đã viết: " Điều gì sẽ xảy ra nếu Kinh thánh đúng? Điều gì sẽ xảy ra nếu tất cả các dấu hiệu của Ngày Tận thế đang xảy ra xung quanh bây giờ? Chúng ta có tin chúng không? Heck, chúng ta có nhận thấy không?" Duren viết rằng mặc dù không chắc rằng hầu hết những người đã xem bộ phim năm 1976 đều chấp nhận quan điểm theo chủ nghĩa phân tích, nhưng cảm giác đơn thuần rằng thế giới hoặc phương Tây đang suy tàn đã tạo cho bộ phim một tiếng vang mà các phần tiếp theo của nó không có. Ngoài thành công của bộ phim, Duren viết rằng tác động của bộ phim đối với văn hóa đại chúng có thể được nhìn thấy theo cách mà nhiều người chấp nhận việc đọc Sách Khải Huyền là cách giải thích đúng đắn, trong khi trên thực tế, cách giải thích theo chủ nghĩa triết học đã và vẫn bị nhiều nhà thờ bác bỏ. Duren viết rằng thuyết phân chia đã từng là một lý thuyết "rìa" trong thần học Tin lành, nhưng do sự phổ biến của The Omen nên hiện nay nó đã được chấp nhận rộng rãi như một học thuyết. Duren lưu ý rằng trong phim phải giải thích cho Robert Thorn rằng số 666 là "dấu ấn của quái thú" vì có lẽ khán giả năm 1976 không quen thuộc với khía cạnh này của Sách Khải Huyền, nhưng vì sự nổi tiếng của bộ phim. , con số 666 đã đi vào văn hóa đại chúng và hầu hết mọi người, ngay cả những người theo khuynh hướng thế tục, đều nhận thức được ý nghĩa độc ác gắn liền với con số này.

## Âm Nhạc
| Đánh giá chuyên môn | Đánh giá chuyên môn |
| Nguồn đánh giá      | Nguồn đánh giá      |
| Nguồn               | Đánh giá            |
| ------------------- | ------------------- |
| AllMusic            | [ 22 ]              |

Nhạc nền cho bộ phim, bao gồm cả bài hát chủ đề của bộ phim "Ave Satani
", được sáng tác bởi [Jerry Goldsmith], mà ông ấy nhận được duy nhất Oscar trong sự nghiệp của mình. Bản nhạc có một đoạn choral mạnh mẽ, với một đoạn thánh ca Latinh mang tính điềm báo.Điệp khúc của bài thánh ca là "Sanguis bibimus, corpus edimus, tolle corpus Satani", tiếng Latinh có nghĩa là "Chúng ta uống máu, chúng ta ăn thịt, nâng cao xác của Satan", xen kẽ với những tiếng kêu "Ave Satani!" và "Ave Versus Christus" (tiếng Latinh, "Hail, Satan!" and "Hail, Antichrist!").  Ngoài các tác phẩm hợp xướng, tác phẩm còn có các chủ đề trữ tình miêu tả cuộc sống gia đình hạnh phúc của gia đình Thorn, trái ngược với những cảnh gia đình xung đột với ma quỷ.  Theo Carol, vợ của Goldsmith, ban đầu nhà soạn nhạc đã phải vật lộn với những ý tưởng về bản nhạc cho đến một buổi tối khi ông đột ngột vui vẻ thông báo với cô rằng: "Tôi nghe thấy giọng nói", ám chỉ một dàn hợp xướng hoặc dàn hợp xướng.
Tất cả nhạc phẩm được soạn bởi Jerry Goldsmith.
| The Omen: Original Motion Picture Soundtrack | The Omen: Original Motion Picture Soundtrack | The Omen: Original Motion Picture Soundtrack | The Omen: Original Motion Picture Soundtrack | The Omen: Original Motion Picture Soundtrack |
| STT                                          | Nhan đề                                      | Phổ lời                                      | Artist                                       | Thời lượng                                   |
| -------------------------------------------- | -------------------------------------------- | -------------------------------------------- | -------------------------------------------- | -------------------------------------------- |
| 1.                                           | "Ave Satani"                                 | Jerry Goldsmith                              | Jerry Goldsmith                              | 2:32                                         |
| 2.                                           | "The New Ambassador"                         |                                              | Jerry Goldsmith                              | 2:33                                         |
| 3.                                           | "The Killer Storm"                           |                                              | Jerry Goldsmith                              | 2:51                                         |
| 4.                                           | "A Sad Message"                              |                                              | Jerry Goldsmith                              | 1:42                                         |
| 5.                                           | "The Demise of Mrs. Baylock"                 |                                              | Jerry Goldsmith                              | 2:52                                         |
| 6.                                           | "Don't Let Him"                              |                                              | Jerry Goldsmith                              | 2:48                                         |
| 7.                                           | "The Piper Dreams"                           | Carol Goldsmith                              | Carol Goldsmith                              | 2:39                                         |
| 8.                                           | "The Fall"                                   |                                              | Jerry Goldsmith                              | 3:42                                         |
| 9.                                           | "Safari Park"                                |                                              | Jerry Goldsmith                              | 2:04                                         |
| 10.                                          | "The Dogs Attack"                            |                                              | Jerry Goldsmith                              | 5:50                                         |
| 11.                                          | "The Homecoming"                             |                                              | Jerry Goldsmith                              | 2:43                                         |
| 12.                                          | "The Altar"                                  |                                              | Jerry Goldsmith                              | 2:00                                         |

### Deluxe Edition soundtrack (2001)
Nhân kỷ niệm 25 năm của bộ phim, một phiên bản sang trọng của nhạc phim đã được phát hành với tám bản nhạc bổ sung.
Tất cả nhạc phẩm được soạn bởi Jerry Goldsmith.
| The Omen: Deluxe Edition Soundtrack | The Omen: Deluxe Edition Soundtrack | The Omen: Deluxe Edition Soundtrack | The Omen: Deluxe Edition Soundtrack | The Omen: Deluxe Edition Soundtrack |
| STT                                 | Nhan đề                             | Phổ lời                             | Artist                              | Thời lượng                          |
| ----------------------------------- | ----------------------------------- | ----------------------------------- | ----------------------------------- | ----------------------------------- |
| 1.                                  | "Ave Satani"                        | Jerry Goldsmith                     | Jerry Goldsmith                     | 2:35                                |
| 2.                                  | "On This Night"                     |                                     | Jerry Goldsmith                     | 2:36                                |
| 3.                                  | "The New Ambassador"                |                                     | Jerry Goldsmith                     | 2:34                                |
| 4.                                  | "Where Is He?"                      |                                     | Jerry Goldsmith                     | :56                                 |
| 5.                                  | "I Was There"                       |                                     | Jerry Goldsmith                     | 2:27                                |
| 6.                                  | "Broken Vows"                       |                                     | Jerry Goldsmith                     | 2:12                                |
| 7.                                  | "Safari Park"                       |                                     | Jerry Goldsmith                     | 3:24                                |
| 8.                                  | "A Doctor, Please"                  |                                     | Jerry Goldsmith                     | 1:44                                |
| 9.                                  | "The Killer Storm"                  |                                     | Jerry Goldsmith                     | 2:54                                |
| 10.                                 | "The Fall"                          |                                     | Jerry Goldsmith                     | 3:45                                |
| 11.                                 | "Don't Let Him"                     |                                     | Jerry Goldsmith                     | 2:49                                |
| 12.                                 | "The Day He Died"                   |                                     | Jerry Goldsmith                     | 2:14                                |
| 13.                                 | "The Dogs Attack"                   |                                     | Jerry Goldsmith                     | 5:54                                |
| 14.                                 | "A Sad Message"                     |                                     | Jerry Goldsmith                     | 1:44                                |
| 15.                                 | "Beheaded"                          |                                     | Jerry Goldsmith                     | 1:49                                |
| 16.                                 | "The Bed"                           |                                     | Jerry Goldsmith                     | 1:08                                |
| 17.                                 | "666"                               |                                     | Jerry Goldsmith                     | :44                                 |
| 18.                                 | "The Demise of Mrs. Baylock"        |                                     | Jerry Goldsmith                     | 2:54                                |
| 19.                                 | "The Altar"                         |                                     | Jerry Goldsmith                     | 2:07                                |
| 20.                                 | "The Piper Dreams"                  | Carol Goldsmith                     | Carol Goldsmith                     | 2:41                                |

### 40th Anniversary edition soundtrack (2016)
Một bản nhạc phim giới hạn đã được phát hành cho lễ kỷ niệm 40 năm của bộ phim với sáu bản nhạc bổ sung và một bản nhạc phụ.
Tất cả nhạc phẩm được soạn bởi Jerry Goldsmith.
| The Omen: 40th Anniversary Edition Soundtrack | The Omen: 40th Anniversary Edition Soundtrack | The Omen: 40th Anniversary Edition Soundtrack | The Omen: 40th Anniversary Edition Soundtrack | The Omen: 40th Anniversary Edition Soundtrack |
| STT                                           | Nhan đề                                       | Phổ lời                                       | Artist                                        | Thời lượng                                    |
| --------------------------------------------- | --------------------------------------------- | --------------------------------------------- | --------------------------------------------- | --------------------------------------------- |
| 1.                                            | "Ave Satani"                                  | Jerry Goldsmith                               | Jerry Goldsmith                               | 2:34                                          |
| 2.                                            | "On This Night"                               |                                               | Jerry Goldsmith                               | 2:35                                          |
| 3.                                            | "The New Ambassador"                          |                                               | Jerry Goldsmith                               | 2:35                                          |
| 4.                                            | "Where Is He?"                                |                                               | Jerry Goldsmith                               | :55                                           |
| 5.                                            | "Fatal Fall/It's All For You"                 |                                               | Jerry Goldsmith                               | :42                                           |
| 6.                                            | "The Dog"                                     |                                               | Jerry Goldsmith                               | :24                                           |
| 7.                                            | "I Was There"                                 |                                               | Jerry Goldsmith                               | 2:24                                          |
| 8.                                            | "Have No Fear"                                |                                               | Jerry Goldsmith                               | :36                                           |
| 9.                                            | "Broken Vows"                                 |                                               | Jerry Goldsmith                               | 2:12                                          |
| 10.                                           | "Safari Park"                                 |                                               | Jerry Goldsmith                               | 3:21                                          |
| 11.                                           | "A Doctor, Please"                            |                                               | Jerry Goldsmith                               | 1:43                                          |
| 12.                                           | "She'll Die"                                  |                                               | Jerry Goldsmith                               | 1:43                                          |
| 13.                                           | "The Killer Storm"                            |                                               | Jerry Goldsmith                               | 2:55                                          |
| 14.                                           | "The Fall"                                    |                                               | Jerry Goldsmith                               | 3:45                                          |
| 15.                                           | "Don't Let Him"                               |                                               | Jerry Goldsmith                               | 2:48                                          |
| 16.                                           | "The Day He Died"                             |                                               | Jerry Goldsmith                               | 2:14                                          |
| 17.                                           | "Father Spiletto"                             |                                               | Jerry Goldsmith                               | 1:09                                          |
| 18.                                           | "The Dogs Attack"                             |                                               | Jerry Goldsmith                               | 5:53                                          |
| 19.                                           | "Mother's Death"                              |                                               | Jerry Goldsmith                               | :48                                           |
| 20.                                           | "A Sad Message"                               |                                               | Jerry Goldsmith                               | 1:44                                          |
| 21.                                           | "Beheaded"                                    |                                               | Jerry Goldsmith                               | 1:48                                          |
| 22.                                           | "The Bed"                                     |                                               | Jerry Goldsmith                               | 1:08                                          |
| 23.                                           | "666"                                         |                                               | Jerry Goldsmith                               | :46                                           |
| 24.                                           | "The Demise of Mrs. Baylock"                  |                                               | Jerry Goldsmith                               | 2:54                                          |
| 25.                                           | "The Altar"                                   |                                               | Jerry Goldsmith                               | 2:04                                          |
| 26.                                           | "The Piper Dreams"                            | Carol Goldsmith                               | Carol Goldsmith                               | 2:39                                          |
| 27.                                           | "The Omen Suite"                              |                                               | Diego Navarro, Tenerife Film Orchestra        | 10:52                                         |

## Phát hành

### Phòng vé
"The Omen" được phát hành sau một chiến dịch quảng cáo thành công 2, 8 triệu ĐÔ la được lấy cảm hứng từ Jaws một năm trước, với hai tuần trình chiếu thử, một novelization của nhà biên kịch David Seltzer, và logo có "666" bên trong tiêu đề của bộ phim như là trung tâm của quảng cáo.  Buổi chiếu sớm của bộ phim đã diễn ra tại nhiều thành phố của Hoa Kỳ vào ngày 6 tháng 6 năm 1976.
Bộ phim là một thành công lớn về mặt thương mại, khởi chiếu tại Hoa Kỳ và Canada vào ngày 25 tháng 6 năm 1976, tại 516 rạp.  Phim thu về 4.273.886 ĐÔ la trong tuần đầu công chiếu (khi đó là kỷ lục của Fox)  và tổng cộng là 60.922.980 usd, tạo ra theatrical rentals của 28,5 triệu USD ở Hoa Kỳ và Canada. Trên toàn thế giới, nó kiếm được 46, 3 triệu đô la từ ngân sách 2, 8 triệu đô la. Tại Hoa Kỳ, bộ phim là thể loại sixth-highest-grossing movie of 1976.
Trong thời gian phát hành South Africa bên dưới apartheid regime, Publication Approval Board cắt những cảnh cuối cùng cho thấy việc giết chết Robert Thorn và Damien.

### Phản hồi quan trọng

#### Đương đại
Richard Eder củaThe New York Times gọi nó là "một bộ phim ngớ ngẩn kinh khủng" nhưng "có nhịp độ hợp lý. Chúng tôi không có thời gian để suy ngẫm về sự ngớ ngẩn của bất kỳ cảnh cụ thể nào trước khi xem tiếp. Không có nhiều sự phấn khích, nhưng chúng tôi xoay sở được để duy trì sự tò mò về cách mọi thứ sẽ diễn ra." Variety ca ngợi hướng đi của Richard Donner là "căng" và các màn trình diễn là "mạnh mẽ", và lưu ý rằng kịch bản, "đôi khi quá phô trương, quá dễ đoán, quá rườm rà, nhưng dù sao cũng là một sợi dây liên kết tốt." Roger Ebert cho bộ phim 2.5 trên 4 sao. Gene Siskel của Chicago Tribune cũng được trao 2,5 sao trên 4, khen ngợi "đoạn âm thanh hỏa lực" và một số cảnh "đáng nhớ", nhưng thấy câu chuyện thật "dở hơi." Kevin Thomas của Los Angeles Times đã gọi nó là "một trải nghiệm hoàn toàn hấp dẫn, hoàn toàn đáng sợ, một thành công của kỹ thuật điện ảnh mượt mà chắc chắn sẽ không thể tránh khỏi nhưng không nhất thiết là không thuận lợi khi so sánh với The Exorcist. Tom Shales của The Washington Post tuyên bố, "Có lẽ đây là bản sao  Exorcist  kinh điển nhất, nhưng là một bộ phim kinh dị mùa hè, nó khó có thể thách thức sức hấp dẫn của con người và tác động phấn khích của năm ngoái Jaws ... Seltzer, bận rộn biện hộ tiền đề Baloney của mình bằng những lời trích dẫn Kinh Thánh, quên đi tính logic của câu chuyện hoặc những nhân vật đồng cảm."
Gene Shalit được gọi là  "một mảnh vun", và Judith Crist nói rằng "đem lại nhiều tiếng cười hơn so với bộ phim hài bình thường." Jack Kroll của Newsweek lại nói rằng nó là bộ phim "ngu ngốc và tẻ nhạt". Duncan Leigh Cooper của Cineaste đã viết rằngm, "Mặc dù câu chuyện không thể tin được và bạo lực vô cùng phong phú, The Omen vẫn thành công vang dội trong công việc hù dọa, khủng bố và làm cho hầu hết các khán giả có cảm giác sợ hãi. Những phần trình bày ấn tượng ... điểm thêm một điểm nhạy cảm và sự lạnh lùng của Jerry Goldsmith và sự đạo diễn chuyên nghiệp của Richard Donner, tất cả đều góp phần ngăn chặn sự hoài nghi cần thiết để thu hút khán giả vào mạng lưới bộ phim." Richard Combs của The Monthly Film Bulletin mô tả bộ phim "[là] bài-tập-thực-tế vê fmaus và sấm sét của quỷ Satan, vừa ít sang trọng hơn đồng thời cũng ít phô trương hơn so với The Exorcist ... Trên thực tế, câu chuyện quá đơn giản, quá thường xuyên quan tâm đến việc phát triển các cách thức sáng tạo hơn bao giờ hết, tại một bộ phim đang gia tăng nhanh chóng, về việc loại bỏ các diễn viên ngôi sao, đến nỗi nỗi đau của sự tâm linh bị xóa bỏ."

#### Hồi tưởng lại
Vào năm 1978, sau hai năm phát hành, The Omenđã được đưa vào cuốn sách Michael Medved và bộ sách The Fifty Worst Films of All Time của Harry Dreyfuss. Đó là bộ phim được công chiếu gần đây nhất.
Các đánh giá thực hiện hợp đồng về bộ phim đã thuận lợi hơn. Trên trang web tổng hợp đánh giá Rotten Tomatoes, nó có đánh giá phê duyệt là 86% dựa trên 50 bài đánh giá và đánh giá trung bình là 7,30/10. Sự đồng thuận của trang web có nội dung: "The Omen tránh quá nhiều máu me để tăng cường sự hồi hộp—và tạo ra một tác phẩm kinh dị dai dẳng, đẫm nước mắt trên đường đi". Trên Metacritic, bộ phim có điểm trung bình có trọng số là 62 trên 100 dựa trên 11 nhà phê bình, cho thấy " các bài đánh giá nhìn chung là thuận lợi ".
The Omen được xếp ở vị trí thứ 81 trên Viện phim của Mỹ 100 Years... 100 Thrills, và điểm của Jerry Goldsmith đã được đề cử cho AFI's 100 Years of Film Scores. Bộ phim được xếp hạng thứ 16 trong 100 Scariest Movie Moments trong phim của Bravo. Tương tự, Chicago Film Critics' Association đã đặt tên nó là bộ phim đáng sợ thứ 31 từng được thực hiện. Nó cũng đã được Filmsite.org xếp hạng là một trong những bộ phim kinh dị hay nhất năm 1976.
Bộ phim đã bị chỉ trích bởi Nhà thờ Công giáo, họ cáo buộc nó xuyên tạc thuyết cánh chung của Cơ đốc giáo. Mặt khác, một số nhóm Tin lành ca ngợi bộ phim, và Trường Thần học Cao học California ở Glendale đã trao cho các nhà làm phim một giải thưởng đặc biệt trong buổi lễ khởi công năm 1977.

#### Thành tích
| Tổ chức                              | Danh mục                     | Người nhận      | Kết quả   | Ref.   |
| ------------------------------------ | ---------------------------- | --------------- | --------- | ------ |
| Academy Awards                       | Best Original Score          | Jerry Goldsmith | Đoạt giải | [ 49 ] |
| Academy Awards                       | Best Original Song           | Jerry Goldsmith | Đề cử     | [ 49 ] |
| BAFTA Awards                         | Best Supporting Actress      | Billie Whitelaw | Đề cử     |        |
| British Society of Cinematographers  | Best Cinematography          | Gilbert Taylor  | Đoạt giải |        |
| Edgar Allan Poe Award                | Best Screenplay              | David Seltzer   | Đề cử     |        |
| Evening Standard British Film Awards | Best Actress                 | Billie Whitelaw | Đoạt giải |        |
| Golden Globe Awards                  | Best Acting Debut – Male     | Harvey Stephens | Đề cử     | [ 50 ] |
| Grammy Awards                        | Best Album of Original Score | Jerry Goldsmith | Đề cử     |        |
| Saturn Awards                        | Best Horror Film             | The Omen        | Đề cử     |        |
| Saturn Awards                        | Best Actor in a Horror Film  | Gregory Peck    | Đoạt giải |        |
| Writers Guild of America             | Best Original Screenplay     | David Seltzer   | Đề cử     |        |

### Phương tiện truyền thông gia đình
The Omen  được phát hành trên VHS bởi 20th Century Fox Home Video vào năm 1980. Một phiên bản tái phát hành VHS do Fox phát hành với tên gọi "Selection Series"  vào năm 2000. Cùng năm đó, một phiên bản đặc biệt DVD được phát hành bởi 20th Century Fox Home Video như một bản phát hành độc lập  cũng như trong  bốn bộ phim xác lập bao gồm ba phần tiếp theo của nó. Một DVD ấn bản hai đĩa của bộ sưu tập mới được phục hồi của bộ phim đã được phát hành vào năm 2006, trùng với thời điểm phát hành bản làm lại.
Bộ phim đã ra mắt lần đầu tiên trên Blu-ray vào tháng 10 năm 2008 như một phần của bộ sưu tập bốn bộ phim, bao gồm hai phần tiếp theo đầu tiên -  Damien: Omen II and The Final Conflict  - cũng như như phiên bản làm lại năm 2006. Phần tiếp theo thứ tư, "Omen: The Awakening", không được bao gồm trong bộ này. ref name=2008blu/> Vào ngày 15 tháng 10 năm 2019, Scream Factory đã phát hành một bộ hộp phiên bản sang trọng — bao gồm bộ phim gốc, cùng với cả ba phần tiếp theo và bản làm lại — và bao gồm các tài liệu tiền thưởng mới được ủy quyền. Bản phát hành Scream Factory có tính năng khôi phục 4K mới của các yếu tố phim gốc.

## Các tác phẩm liên quan

### Tiểu thuyết
Một tiểu thuyết của  The Omen  được viết bởi nhà biên kịch David Seltzer (cuốn sách trước bộ phim hai tuần như một cách tiếp thị gimmick). Đối với cuốn sách, Seltzer đã tăng cường một số điểm cốt truyện và bối cảnh nhân vật và thay đổi các chi tiết nhỏ (chẳng hạn như tên nhân vật — Holly trở thành Chessa Whyte, Keith Jennings trở thành Haber Jennings, Cha Brennan trở thành Cha Edgardo Emilio Tassone). 

### Các phần tiếp theo và làm lại
"The Omen" được tiếp nối bởi ba phần tiếp theo: Damien: Omen II (1978), Omen III: The Final Conflict (1981), và Omen IV: The Awakening (1991). bản làm lại cùng tên được phát hành vào năm 2006, với sự tham gia của Liev Schreiber và Julia Stiles trong các vai Robert và Katherine, và Mia Farrow  miêu tả bà Blaylock. Phim cũng được làm lại thành Tamil với tên Jenma Natchathiram.